# Bohemian Rhapsody: The Original Soundtrack
A Bohemian Rhapsody: The Original Soundtrack a Queen együttes történetét feldolgozó Bohém rapszódia (2018) című filmben elhangzó dalokat tartalmazó filmzene album. A lemez számos Queen-slágert és korábban kiadatlan hangfelvételt tartalmaz, többek között az együttes fellépéséről az 1985-ös Live Aid fesztiválon. Az albumot a Hollywood Records és a Virgin EMI Records adta ki 2018. október 19-én CD-n, kazettán és digitális formában. A filmzene album egy későbbi időpontban hanglemezen is megjelenik.

## Háttér
Bryan Singer filmrendező gyakori munkatársa, John Ottman állította össze a film zenéjét. A számos Queen-slágert és 11 korábban kiadatlan felvételt – közte a zenekar hangfelvételen soha korábban meg nem jelent 1985. júliusi Live Aid fellépésének öt dalát – tartalmazó hivatalos filmzenei albumot az Egyesült Államokban és Kanadában a Hollywood Records, míg a világ többi részén a Virgin EMI adta ki.

## Az album dalai
| 1.    | 20th Century Fox fanfár (Brian May hangszerelésében)                         | 0:25 |
| 2.    | Somebody to Love                                                             | 4:56 |
| 3.    | Doing All Right... Revisited (a Smile előadásában)                           | 3:17 |
| 4.    | Keep Yourself Alive (Live at the Rainbow Theatre, London, 1974. március 31.) | 3:56 |
| 5.    | Killer Queen                                                                 | 2:59 |
| 6.    | Fat Bottomed Girls (Live in Paris, 1979. február 27.)                        | 4:38 |
| 7.    | Bohemian Rhapsody                                                            | 5:55 |
| 8.    | Now I’m Here (Live at Hammersmith Odeon, London, 1975. december 24.)         | 4:26 |
| 9.    | Crazy Little Thing Called Love                                               | 2:43 |
| 10.   | Love of My Life (Live at Rock in Rio Festival, 1985. január 18.)             | 4:29 |
| 11.   | We Will Rock You (movie mix)                                                 | 2:09 |
| 12.   | Another One Bites the Dust                                                   | 3:35 |
| 13.   | I Want to Break Free                                                         | 3:43 |
| 14.   | Under Pressure (Queen & David Bowie)                                         | 4:04 |
| 15.   | Who Wants to Live Forever                                                    | 5:15 |
| 16.   | Bohemian Rhapsody (Live Aid, Wembley Stadium, London, 1985. július 13.)      | 2:28 |
| 17.   | Radio Ga Ga (Live Aid, Wembley Stadium, London, 1985. július 13.)            | 4:06 |
| 18.   | Ay-Oh (Live Aid, Wembley Stadium, London, 1985. július 13.)                  | 0:41 |
| 19.   | Hammer to Fall (Live Aid, Wembley Stadium, London, 1985. július 13.)         | 4:04 |
| 20.   | We Are the Champions (Live Aid, Wembley Stadium, London, 1985. július 13.)   | 3:57 |
| 21.   | Don't Stop Me Now... Revisited                                               | 3:38 |
| 22.   | The Show Must Go On                                                          | 4:32 |
| 79:44 |                                                                              |      |

## Listás helyezések
| Albumlista (2018)                                                                 | Legjobb helyezés |
| --------------------------------------------------------------------------------- | ---------------- |
| Ausztrália (ARIA Top 50 Albums)                                                   | 2                |
| Ausztria (Ö3 Austria Top 40)                                                      | 7                |
| Belgium (Ultratop Flandria)                                                       | 5                |
| Belgium (Ultratop Vallónia)                                                       | 7                |
| Csehország (ČNS IFPI Albums Top 100)                                              | 2                |
| Dánia (Hitlisten Album Top 40)                                                    | 11               |
| Dél-Korea (Gaon)                                                                  | 8                |
| Egyesült Királyság (UK Albums Chart)                                              | 3                |
| Egyesült Királyság (Scottish Albums)                                              | 4                |
| Finnország (Musiikkituottajat Albumit Top 50)                                     | 19               |
| Görögország (International Federation of the Phonographic Industry Top 75 Albums) | 1                |
| Hollandia (Dutch Charts Album Top 100)                                            | 9                |
| Írország (IRMA)                                                                   | 2                |
| Kanada (Billboard Canadian Albums Chart)                                          | 4                |
| Lengyelország (ZPAV Album Top 50)                                                 | 10               |
| Magyarország (MAHASZ Top 40 albumlista)                                           | 12               |
| Németország (Offizielle Top 100)                                                  | 21               |
| Norvégia (VG-lista Album Top 40)                                                  | 14               |
| Olaszország (FIMI Album Top 20)                                                   | 11               |
| Portugália (AFP Top 30 Albums)                                                    | 21               |
| Spanyolország (PROMUSICAE Top 100 Álbumes)                                        | 6                |
| Svájc (Schweizer Hitparade Top 100 Albums)                                        | 6                |
| Svédország (Sverigetopplistan Top 60 Albums)                                      | 21               |
| Új-Zéland (Recorded Music NZ Top 40 Albums)                                       | 2                |
| USA Billboard 200                                                                 | 3                |
| USA Soundtrack Albums (Billboard)                                                 | 2                |

## Eladási minősítések
| Ország               | Eladási minősítés | Eladás   |
| -------------------- | ----------------- | -------- |
| Anglia (BPI)         | arany             | 100 000+ |
| Franciaország (SNEP) | arany             | 50 000+  |